# Shinwa
Shinwa (jap. 神話) - piąty album (w tym pierwszy EP) nagrany przez Malice Mizer. Wydany 1 lutego 2000. Jest to forma hołdu dla zmarłego w 1999 perkusisty zespołu, Kamiego. Pozycje 2 i 3 są jego kompozycjami. Na okładce płyty umieszczony jest motyl morpho menelaus. Kami był znany jako miłośnik tych zwierząt. Wewnętrzna strona okładki zawiera zdjęcie z singla Le Ciel ~Kuuhaku no Kanata E~, wiersz w języku francuskim oraz zdjęcia muzyków zespołu: Manę, Köziego i Yu~kiego w strojach żałobnych.
Jest tylko jedno wydanie albumu Shinwa. Jest to box zawierający płytę CD, kasetę VHS oraz książeczkę.

## Lista utworów
1. Saikai (再会) - 1:29
2. Unmei no Deai (運命の出会い) - 5:10
3. Mori no Naka no Tenshi (森の中の天使) - 5:45